# (15788) 1993 SB
(15788) 1993 SB est un objet transneptunien du groupe des plutinos découvert en 1993.

## Description
(15788) 1993 SB a été découvert le 16 septembre 1993 à l'observatoire du Roque de los Muchachos, un observatoire astronomique situé sur l'île de La Palma  (Espagne), par I. P. Williams, A. Fitzsimmons et D. O'Ceallaigh.

### Caractéristiques orbitales
L'orbite de cet astéroïde est caractérisée par un demi-grand axe de 39,10 UA, un périhélie de 26,74 UA, une excentricité de 0,32 et une inclinaison de 1,94° par rapport à l'écliptique. Du fait de ces caractéristiques, à savoir un demi-grand axe supérieur à 30,1 UA, il évolue au-delà orbites de l'orbite de Neptune et est classé comme planète mineure distante de type objet transneptunien,

### Caractéristiques physiques
(15788) 1993 SB a une magnitude absolue (H) de 7,96.